# ハイドゥー・ミハーイ
ハイドゥー・ミハーイ（ハンガリー語: Hajdú Mihály, 1909年1月30日 - 1990年7月23日）は、ハンガリーの作曲家。

## 経歴
1909年、オロシュハーザで生まれた。リスト・フェレンツ音楽大学でコダーイ・ゾルターンに師事した後、ピアニストとして活動した。1949年からピアノ講師を始め、1961年にリスト・フェレンツ音楽大学の教授に就任した。
作品にはオペラ、交響詩、組曲、ピアノ協奏曲、クラリネット協奏曲、室内楽曲、ピアノ独奏曲、フルート独奏曲、合唱曲、歌曲などがある。